# Supercoppa italiana 2021 (pallavolo femminile)
La Supercoppa italiana 2021, 26ª edizione della Supercoppa nazionale di pallavolo femminile, si è svolta il 2 ottobre 2021: al torneo hanno partecipato due squadre di club italiane e la vittoria finale è andata per la quinta volta, la quarta consecutiva, all'Imoco.

## Regolamento
Le squadre hanno disputato una gara unica.

## Squadre partecipanti
| Squadra | Qualificazione                                   |
| ------- | ------------------------------------------------ |
| Imoco   | Vincitrice Coppa Italia 2020-21/Serie A1 2020-21 |
| AGIL    | Finalista Coppa Italia 2020-21/Serie A1 2020-21  |

## Torneo
| 2 ottobre 2021 PalaPanini, Modena Durata: 1h:54 - Spettatori: 1 900 | Imoco | 3 - 1 | AGIL | 23-25, 29-27, 25-15, 26-24 |